# Xã Clinton, Quận Henry, Missouri
Xã Clinton (tiếng Anh: Clinton Township) là một xã thuộc quận Henry, tiểu bang Missouri, Hoa Kỳ. Năm 2010, dân số của xã này là 8.595 người.